# Vaudois (langue)
Pour un article plus général, voir Francoprovençal.
Le vaudois est un dialecte du francoprovençal, ou arpitan, parlé en Suisse, dans le canton de Vaud. Bien que langue véhiculaire locale jusqu'au XXe siècle, le nombre de locuteurs a fortement baissé depuis le siècle précédent. Au XXIe siècle, le vaudois survit toujours notamment grâce à l'action d'associations et d'auteurs en francoprovençal.

## Dénomination
L'expression patois vaudois est un exonyme de langue française désignant le dialecte arpitan parlé dans le canton de Vaud.
En vaudois, la traduction exacte de patois vaudois serait patâi vaudâi. Or le mot vaudâi désigne un sorcier, tandis que patâi a une sonorité très proche de patet, qui signifie pataud, ennuyeux. C'est pour éviter une confusion embarrassante que le termes français patois et vaudois sont utilisés en vaudois, souvent orthographiée patoi vaudoi.
Historiquement, les Vaudois disent parler le roman ou reman. Cette expression semble tombée en désuétude, et pour faire référence à leur langue, les locuteurs du vaudois utilisent volontiers une formule comme : « noûtron vîlyo dèvesâ » (notre vieux langage).

## Répartition géographique
Le patois vaudois est un dialecte de l'arpitan.
Bien que parlé uniquement dans le canton de Vaud, le patois vaudois connaît une certaine hétérogénéité en raison de l'éloignement des différentes régions entre elles. Ces variétés de patois forment un continuum dialectal.
Les patois des régions périphériques du canton de Vaud sont proches de leurs voisins extra-cantonaux. Le patois de La Côte s'apparente au patois genevois. Le patois Ormonant est proche des autres dialectes arpitans valaisans. Le patois de la vallée de la Broye partage des traits communs avec le patois fribourgeois. Selon Maurice Bossard, le patois de la Vallée de Joux se distingue par son archaïsme.
De la même manière, les patois du centre du canton ne sont pas homogènes. Les patois du Gros-de-Vaud et du Jorat sont proches, mais ils s'éloignent du patois de la région de Vevey et Montreux.
Au XXIe siècle, la désignation patois vaudois fait surtout référence à la variété du Jorat, aussi appelée joratois ou dzoratâi en patois. C'est la variété qui a le mieux résisté au temps, qui a été la plus écrite, et qui s'est diffusée parmi les néo-locuteurs. Pour cette raison, le joratois est parfois considéré comme le patois vaudois classique.

## Nombre de locuteurs
En 2017, le président de l’Association vaudoise des amis du patois, Bernard Martin, estime qu'il ne subsiste dans le canton qu'une trentaine de personnes qui écrivent et parlent le patois vaudois, et peut-être 200 qui s’y intéressent.
En 2022, Ariane Devanthéry, responsable patrimoine mobilier et immatériel du Service des affaires culturelles du canton de Vaud, estime que le canton de Vaud compte « moins de 140 locutrices et locuteurs réguliers ». Selon elle, « On ne peut que constater que la pratique du patois y est résiduelle. »

## Histoire

### Antiquité et Moyen-Âge
Le patois vaudois est issu du latin parlé en Helvétie par les romains et la population de langue celtique. Inexistants dans le latin de Rome, de nombreux mots celtiques sont passés dans le latin local, notamment des termes toponymiques, la végétation et les animaux, parfois aussi des noms d'outils agraires ou domestiques.
Au Ve siècle, les Burgondes envahissent la Suisse romande, la Savoie, la région Lyonnaise et le sud de la Bourgogne. Bien que numériquement inférieurs aux populations locales, ils n'en ont pas moins laissé une trace dans la langue. En 534, les Francs vainquent les Burgondes. Toutefois les incursions franques sont moins violentes en Suisse romande et en Savoie qu'au nord de la France, et par conséquent leur influence sur la langue latine, notamment au niveau phonétique, a été moindre que sur le latin parlé au nord de la France. Plusieurs mots vaudois sont d'origine germanique.
Au Moyen-Âge, la langue de la population est le dialecte francoprovençal qui deviendra le vaudois. Il n'existe presque aucun texte arpitan médiéval, et aucun texte littéraire,. La langue écrite courante est le latin, tandis que la langue littéraire est le français. La pratique des scriptae est rare dans le canton de Vaud. Toutefois, certains documents à caractère juridiques, écrits en latin, citent des toponymes ou des noms de famille en vaudois. Au XVe siècle, la langue de l'école, alors réservée à l'élite sociale, est le français.

### LeXVIesiècle
Au XVIe siècle, le francoprovençal vaudois est la langue commune, partagée par l'ensemble de la population et le français est la langue de prestige, dont les vaudois ont au moins une connaissance passive.
Avec la Réforme, le français devient de plus en plus une langue de prestige, et elle est de plus en plus utilisée. C'est en français que les réformateurs comme Jean Calvin prêchent au peuple. Le français devient la langue de l'Église protestante qui l'emploie pour le prêche et le catéchisme. La Bible est traduite en français, mais pas en vaudois. Les imprimeurs huguenots francophones basés à Genève contribue au rayonnement de leur norme du français en Suisse romande et en France.
C'est au XVIe siècle que nait le sentiment que le français est une langue importée. La population est socialisés en patois mais éduquée en français. D'après Dorothée Aquino-Weber et Julie Rothenbühler, directrice adjointe et collaboratrice scientifique du Glossaire des patois de la Suisse Romande, l'instauration du français comme norme de la production intellectuelle de l'époque conduit la population de langue francoprovençale à ressentir un décalage entre leur pratique imparfaite du français et leur langue quotidienne.
On peut trouver des mots vaudois dans les actes notariés du XVIe siècle, surtout lorsque ceux-ci sont techniques et précis. Selon Dorothée Aquino-Weber et Julie Rothenbühler, le choix d'utiliser le patois n'est pas « le signe d'une mauvaise connaissance du français de la part [des] rédacteurs, mais, au contraire, [...] une volonté d'utiliser des mots qui décrivent au mieux les réalités locales. »
C'est vers 1520 qu'est rédigé le premier texte en patois vaudois. Il s'agit d'une farce écrite par Anselme Cucuat, notaire à Vevey. D'autres textes polémiques de ce genre paraissent à Genève à la même époque, en genevois.

### DuXVIIesiècleauXVIIIesiècle
Durant le XVIIe siècle et le XVIIIe siècle, le français tend à prendre une place de plus en plus importante dans la vie courante. La bourgeoisie des villes abandonne complètement le patois vaudois au profit du français. Durant ces deux siècles, la transmission du patois des parents aux enfants devient moins systématique.
L'enseignement en français se développe dans les campagnes vaudoises à partir de la fin du XVIIe siècle. De ce fait, au XVIIIe siècle, une grande partie des vaudois sait lire et écrire le français. L'alphabétisation contribue à la large diffusion de livres en français, essentiellement des ouvrages liturgiques.
Cette avancée de l'enseignement dans les campagnes marque le début de l'influence du patois sur le français à large échelle, qui donnera naissance au français régional romand. En 1790, Pierre Merle d'Aubigné publie ses Éléments de grammaire françoise, ouvrage dans lequel il lutte contre de nombreuses constructions qu'ils juge vicieuses, directement inspirées du patois.
Mais c'est aussi durant ces deux siècles que le patois commence à s'écrire, et ce à travers toute la Suisse romande. Le professeur Clerc traduit Ovide à Lausanne au début XVIIIe siècle. Un classique vaudois, Lo Conte dau Craizu, est composé en 1730. Le premier journal de la ville de Lausanne, Le Journal de Lausanne, commence à paraître en 1786, et dès 1787 il publie quelques textes en patois, à la fois des plaisanteries paysannes (par exemple La Cliotsa, La Cloche) et des tentatives de traduction plus littéraire. Enfin, dans la correspondance, le patois permet d'établir une connivence plus forte avec le destinataire, ou de déjouer la censure.

### LeXIXesiècle
La Révolution vaudoise de 1798 suit l'esprit universaliste de la Révolution française, qui combattait les parlers régionaux au profit de la langue française aux normes de Paris,. Dès 1800, la langue parlée dans les villes est le français. En 1815, le Doyen Bridel écrit :
Dans ce contexte révolutionnaire, le patois écrit est cantonné aux originaux peu favorables aux changements. On présente la langue comme « le bien des vrais Suisses » face aux démagogues français. Une pièce patoise pamphlétaire (Le poile où l'on va) est imprimée à Yverdon probablement par l'ancien châtelain des Clées, pièce dans laquelle le patois figure la langue du bon paysan naïf et ignorant mais sain.

#### Bannissement du patois à l'école
En 1806, le Petit Conseil du nouveau Canton de Vaud interdit l'usage du patois vaudois dans les écoles par l'arrêté du 26 octobre 1806, article 29, au Titre III, qui stipule : « Les Régents interdiront à leurs écoliers, et s’interdiront absolument à eux-mêmes, l’usage du patois, dans les heures de l’École et, en général, dans tout le cours de l’enseignement. » Les enfants surpris par l'instituteur (régent) à parler patois à l'école mais aussi dans le village se voyaient sévèrement punis. Si les enfants comprenaient le patois de leurs parents, ils leur répondaient en français. De nombreux recueils de cacologies paraissent pour éliminer les tournures fautives héritées du patois.
L'industrialisation croissante brasse les populations Suisses mais aussi frontalières. Le français devient de facto la langue commune des ouvriers. Pour les familles paysannes, la connaissance du français est associée à l'opportunité de l'ascension sociale. Les parents préfèrent alors ne pas enseigner le patois à leurs enfants, au profit de la langue française.
Les conséquences de cette double contrainte sont un déclin rapide du patois dans tout le canton de Vaud. Seules les régions périphériques comme le Jorat ou les Préalpes gardent la pratique de la langue à l'oral.

#### Les mainteneurs et l'écriture du patois
Néanmoins, certains (nommés « mainteneurs »), contribuèrent à ne pas voir disparaitre ce patrimoine linguistique en enregistrant la langue dans des dictionnaires, ou en produisant de la littérature en patois.
Partout en Suisse romande, la tendance est à la collecte des mots patois, et le canton de Vaud ne fait pas exception. Philippe-Sirice Bridel écrit un Glossaire du patois de la Suisse romande, qui parait après la mort de l'auteur en 1866, révisé par Louis Favrat et édité par la Société d’histoire de la Suisse romande. A la fin du XIXe siècle, Louise Odin recueille un vaste corpus de mots et de proverbes qui paraitra en 1910, sous le titre Glossaire du patois de Blonay.
Au XIXe siècle, la plupart des textes littéraires patois paraissent dans des périodiques. En 1862, parait le Conteur vaudois, consacré à des histoires et anecdotes locales et populaires. Ce périodique est écrit en français, mais avec une place régulièrement laissée au patois. Entre 1868 et 1890 à Aigle parait l'Agace (la pie), rédigé entièrement en patois.

### LeXXesiècle
Au XXe siècle, la langue courante du canton de Vaud est le français.
En 1934, le Conteur vaudois cesse de paraitre et est remplacé de 1947 à 1950 par le Nouveau Conteur Vaudois et romand, puis par Le Conteur romand qui lui succède de 1956 à 1968.

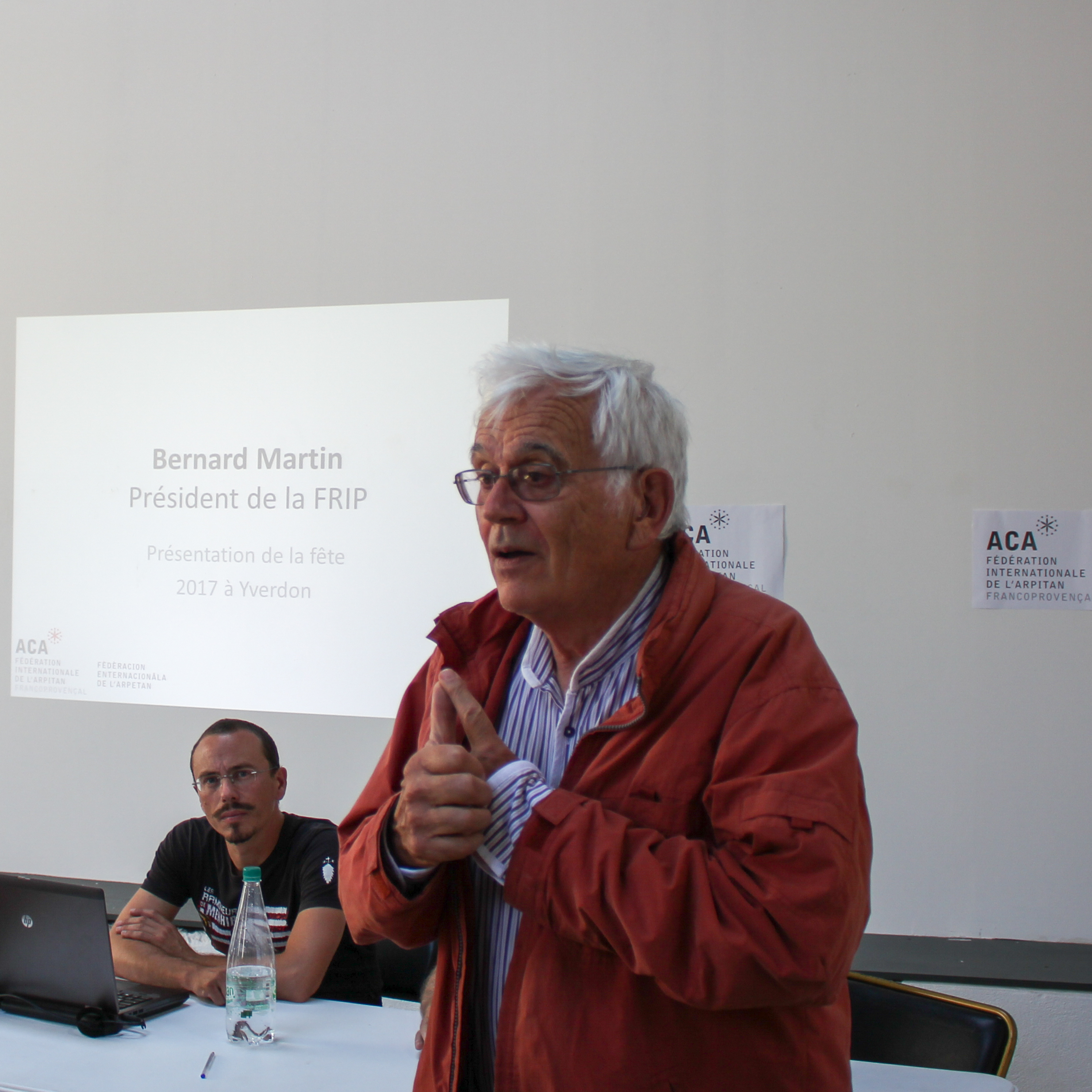
Bernard Martin, président de la Fédération romande et interrégionale des patoisants (FRIP) et de l'AVAP, lors de la 37e Fête internationale de l'arpitan, à Saint-Étienne, 2016.

D'autre part, hors du canton, en 1899, Louis Gauchat, linguiste neuchâtelois, crée à Neuchâtel, l’institut du Glossaire des patois de la Suisse romande (GPSR), et édite un fascicule en 1924 sur les nombreuses variantes de patois romands.

#### Associations de mainteneurs
En 1946, Alfred de Siebenthal, est le premier à fonder dans le canton une Amicale de patoisants. D’autres sont créées partout dans le canton.
En 1952, Oscar Pasche, dit Djan dè Biollè, fonde l'Amicale des patoisants de Savigny-Forel. En dehors de ses activités de promotion de la langue, l'Amicale fonde le chœur Lè sansounet (les étourneaux). C'est la seule association régionale encore en activité au XXIe siècle.
En 1953, l’Association des Amis du patois vaudois voit le jour à Savigny. Cette association fédère les associations régionales. Elle fait partie de la Fédération romande et interrégionale des patoisants (FRIP).

### LeXXIesiècle
Au XXIe siècle, le souvenir d'une langue antérieure au français dans le canton de Vaud s'estompe. Les mainteneurs s'efforcent d'en maintenir le souvenir vivant.
Depuis les années 2000, seules deux associations de mainteneurs sont encore en activités : l'Association vaudoise des amis du patois (AVAP) et l'Amicale des patoisants de Savigny-Forel.
Depuis 2006, l'AVAP publie Lo Conteu, un trimestriel qui se veut faire suite au Conteur Vaudois. L'AVAP organise également des cours de patois.

## Écriture du patois vaudois
Le patois vaudois n'a jamais connu de norme orthographique. Très peu écrit, chaque auteur composa à sa manière avec l'alphabet latin et les conventions orthographiques du français. De plus, si le patois possède tous les sons du français (à l'exception de la voyelle nasale un et le h aspiré), il contient des sons que le français n'a pas : il abonde en mouillures et en diphtongues. Enfin, la grande variété de prononciation et d'accentuation selon les régions complique encore l'entente autour d'une graphie commune. Ainsi, on trouve presque autant de graphies que d'auteurs :
| IPA              | Po recafâ | Glossaire Bridel | Jules Cordey | Toponymie | ORB large | Traduction |
| ---------------- | --------- | ---------------- | ------------ | --------- | --------- | ---------- |
| /pljau/ ou/pʎau/ | pliau     | pllau            | plyâo        | plliau    | plôt      | (il) pleut |

Pour ses œuvres, Jules Cordey met au point sa propre graphie. Celle-ci sera reprise en 1963 pour la publication d'un petit dictionnaire bilingue français-patois tiré de ses écrits,. Le dictionnaire Duboux enrichit très largement ce premier dictionnaire, en reprenant la graphie de Jules Cordey. Ce dictionnaire étant devenu un ouvrage de référence pour tous les locuteurs et locutrices, on peut considérer la graphie de Jules Cordey comme la graphie standard du patois vaudois au XXIe siècle. Toutefois, Maurice Bossard précise que cette graphie ne convient pas aux patois du Grand-District et du Pays d'En-Haut, trop différents du patois de la plaine vaudoise.
Le patois vaudois peut aussi s'écrire sous une forme supradialectale. En 1998, Dominique Stich publie chez l'Harmattan Parlons francoprovençal : une langue méconnue. Cet ouvrage présente une orthographe supradialectale qui permet d'écrire dans une même forme graphique les différents dialectes de l'arpitan. Il nomme cette orthographe Orthographe de Référence A. En juin 2001, il présente sa thèse à la Sorbonne sous la direction de Henriette Walter. Dans cette thèse, il propose une révision de cette orthographe intitulée Orthographe de Référence B, abrégé ORB. En 2003, il présente un dictionnaire général du francoprovençal, orthographié en ORB, qui contient, entre autres, les mots du dialecte arpitan vaudois.

## Prononciation

### Consonnes
La table ci-dessous indique les consonnes du patois vaudois. La plupart se prononcent comme en français. La particularité du patois vaudois est la présence de nombreuses consonnes mouillées, et le son [ç] qu'on ne retrouve dans aucun autre dialecte arpitan.
Le patois vaudois ne connaît pas de norme orthographique (voir plus haut). C'est pourquoi le tableau ci-dessous indique les variations habituelles que l'on peut rencontrer chez divers auteurs.
| API         | Variantes graphiques courantes         | Exemple en vaudois        | Exemple en français | Commentaire |
| ----------- | -------------------------------------- | ------------------------- | ------------------- | --- |
| [p]         | p                                      | poûro                     | pauvre              | |
| [b]         | b                                      | bî                        | beau                | |
| [k]         | qu+e,i c+o,a                           | quemeint a cabelyon       | comme que           | L'usage de qu pour noter le son [k] est bien plus répandu en patois qu'en français. |
| [g]         | g+a,o gu+e                             | godzî guelenâ             | gamme bègue         | Le groupe gui+voyelle ne se prononce pas [gj] mais [dj] (voir plus bas). |
| [t]         | t                                      | tein                      | temps               | |
| [tj] [tʃ]   | ti+voyelle cu quie                     | tiaffa accutâ /a.tjy.'tɑ/ | tiens               | Le son [k] suivit d'une voyelle antérieure entraîne une palatalisation. La consonne [k] devient alors [t] mouillé. Les différentes graphies montrent cette évolution, puisqu'on trouve aussi bien cutsî que tiutsî. |
| [d]         | d                                      | damusalla                 | demoiselle          | |
| [dj]        | di+voyelle gui+voyelle                 | îguie guièro              | sans équivalent     | La palatalisation de l'occlusive [g] entraîne sa réalisation [dj]. La graphie montre là aussi cette évolution puisqu'on trouve autant guiéro que diéro. |
| [t͡s]        | ts                                     | tsin matsena              | mouche tsé-tsé      | Ce son très fréquent en patois correspond souvent au son [ʃ] du français. Peut-être sous influence de l'allemand, on l'a parfois écrit tz. |
| d͡z          | dz                                     | dzein cradzet             | sans équivalent     | Ce son très fréquent en patois correspond souvent au français [ʒ]. |
| [f]         | f ff                                   | famelye ètoffa            | famille             | |
| [v]         | v                                      | avelye                    | avenue              | Le v est presque inaudible dans les mots commençant par voui ou voua. |
| [s]         | s ss c+i,e                             | sâdzo ètèssa ciè          | assurer ciel        | |
| [z]         | z s+voyelle                            | lè z'autro estiûsa        | bizarre hasard      | Comme en français, la lettre s entre deux voyelles se prononce z. |
| [ʃ]         | ch                                     | chenique                  | chien               | |
| [ʒ]         | j                                      | jomètrie                  | gentil              | Ce son rare en patois n'apparaît que dans les emprunts récents au français. |
| [dʒ]        | dj                                     | Djan djamé                | adjudant            | Comme l'italien Giacomo, Genova. |
| [l]         | l                                      | gôla                      | aller               | |
| [lj]        | ly ll, lli gl, gli, glli, gly, glly lh | avelye fllon gllièce      | lien                | Le l se palatalise toujours lorsqu'il est précédé d'une consonne et suivi d'une voyelle. Il est parfois prononcé [ʎ]. Ce l mouillé, très courant en patois, a de nombreuses variantes graphiques qui suscitent des prononciations fautives lorsqu'il est prononcé "à la française" (par exemple, le nom de famille Glardon se prononce en fait lyardon). |
| [ç]         | clli                                   | clliotse mèclliâ          | sans équivalent     | Ce son, relativement fréquent en patois, se prononce comme le ch de ich en allemand, suivit d'un l mouillé, en un seul souffle. Il provient de la rencontre entre le son [k] suivi d'un l mouillé, et, par assimilation, de la rencontre entre [f] et l mouillé (soclliâ : souffler).                                                                    |
| [m]         | m                                      | medzî                     | manger              | |
| [n]         | n                                      | naviau                    | navire              | |
| [ɲ]         | ny, ni gn                              | nioussî gnôla             | agneau              | |
| [r] [ʀ] [ʁ] | r rr                                   | rodze arrotse             | rouge               | Si le r est aujourd'hui prononcé comme en français ou parfois grasseyé, Maurice Bossard précise dans sa grammaire du patois qu'il était volontiers roulé. |
| [j]         | y ï                                    | payî fâïe                 | youpie aïe          | |

### Voyelles
Le patois vaudois connaît une grande variabilité dialectale quant à l'expression des voyelles et des diphtongues. Le tableau ci-dessous donne les valeurs pour la variante du patois du Jorat ou Joratois, le plus commun au XXIe siècle.
Les voyelles peuvent être courtes ou longues. Accentuées, elles s'allongent, ce qui est couramment représenté par un accent circonflexe. Le patois vaudois possède en outre trois voyelles nasales.
| API     | Variantes graphiques courantes | Exemple en vaudois    | Exemple en français     | Commentaire |
| ------- | ------------------------------ | --------------------- | ----------------------- | --- |
| [a]     | a à                            | baragne dzeintyà      | barrière                | Se prononce comme en français le a du français. En finale, il est presque toujours atone, et prononcé faiblement, comme un e muet. Lorsqu'il n'est pas atone, il est surmonté d'un accent grave. |
| [ɑ][ɑː] | â                              | lâ tsantâ             | pâtes                   | Ce a vélaire est souvent long. |
| [ə]     | e                              | cramena quie          | que refaire             | Ce e muet ou sourd se prononce comme en français. Il peut être parfois accentué ou réduit à un simple schwa. À l'intérieur des mots, il est atone là où en français on attendrait un [ɛ] : serrâ /se.'ʁɑ/. |
| [ɛ][ɛː] | è -et                          | hivè accouet carletta | hiver énergie casquette | Comme en français, les finales -et et -ette/etta se prononcent [ɛ]. Dans les monosyllabes ou dans une position où la consonne finale a disparu (fè pour fer), ce [ɛ] devient long. La lettre è en finale indique un e atone : l'accent rappelle de ne pas l'oublier dans la prononciation.                                  |
| [e][eː] | é                              | mére né               | nez rencontré           | À l'inverse du français standard, le é devant une finale -re se prononce [e] : pére /peː.rə/ s'oppose au français père /pɛr/. |
| [i][iː] | i î                            | courti bîta           | radis                   | En position accentuée, le i est toujours long. Dans la graphie, on l'affuble d'un accent circonflexe. Il ne faut pas confondre le i simple d'un i+voyelle, parfois écrit y ou ï, qui note la semi-voyelle yod [j] comme dans iâdzo /'jɑː.d͡zo/ (voir Consonnes). î+voyelle doit se prononcer comme un i long : vîa /'viː.a/. |
| [o][oː] | ô au                           | otôbre biau           | hôte                    | Long en position accentuée. |
| [ɔ][ɔː] | o oo                           | botolye d'aboo vîlyo  | robe                    | Voyelle généralement brève, sauf si elle précède un -r qui a disparu. Elle s'allonge alors, et la graphie tend à noter -oo. Le -o en position finale est atone, prononcé très faiblement. |
| [u][uː] | ou oû                          | mousâ dècoûte         | court                   | Long en position accentuée, avec le u surmonté d'un circonflexe. |
| [y][yː] | u û                            | bedju quiûva          | mule rue                | Long en position accentuée, surmonté d'un circonflexe. |
| [ø]     | eu                             | conteu                | vœux                    | Voyelle rare en patois, surtout présente dans les emprunts au français. |
| [ã]     | an                             | adan senanna          | enfant                  | Dans les finales -anna, la première voyelle est nasalisée. Il faut donc lire senan·na /sə.'nã.na/. |
| [ɛ̃]     | in ein                         | tsemin minna einmodâ  | chemin                  | Dans les finales -inna, la première voyelle est nasalisée. Il faut donc lire min·na /'mɛ̃.na/. |
| [ɔ̃]     | on                             | apondre ronnâ         | pompon                  | Dans les finales -onna, la première voyelle est nasalisée. Il faut donc lire ron·nâ /'rɔ̃.nɑ/. |

### Diphtongues
Le patois vaudois possède six diphtongues.
| API   | Variantes graphiques courantes | Exemple en vaudois        | Exemple en français | Commentaire |
| ----- | ------------------------------ | ------------------------- | ------------------- | --- |
| /ɑɛ/  | âi                             | dâi mâidzo                | sans équivalent     | La diphtongue âi tend à se monophtonguer et devenir â [ɑ] ou é [e]                                                                            |
| /au/  | âo                             | lâo grachâosa             | sans équivalent     | Prononcé comme l'allemand Haus, Maul. |
| /wa/  | oi oua ouâ                     | gandoisa couatron vouârba | oiseau              | Son rare en patois. |
| /wɛ/  | ouet ouè                       | accouet pouè              | ouais               | |
| /we/  | oué                            | avoué regouéssî           | avouer              | Le [e] s'est parfois diphtongué pour aboutir à âi /ɑɛ/ dans des mots comme pouâison (poison), couâite (cuite, hâte) ou èpouâirâ (faire peur). |
| /wiː/ | ouî oui                        | vouîpa vouista            | ouistiti            | Seul le i de la diphtongue porte l'accent. |

## Exemple
Lo conto dau craizu (le conte de la lampe à huile) a été rédigé vers 1730 par un certain Delarue. Ce texte est versifié en alexandrins, rime plate. Il donne voix à un paysan qui se présente devant le Consistoire où il fait entendre ses griefs contre le prétendant de sa fille, qui répudie cette dernière. Chaque couplet se termine par les mêmes mots : "Ditè-lo vâi, messieu, ti per voutra concheince, Se cein onn'acchon ? Se lo souverain di que cein sai onn'acchon, Pacheince ! (Dites-le voir, messieurs, tous par votre conscience, Si ceci est une action. Si le souverain dit que c'est un action, Patience !)"
| Graphie originale | Orthographe de référence B | Traduction française |
| --- | --- | --- |
| Dieu vo lo balliai bon, monsu lo secrétéro, Assebin qu'à ti vo, messieu lè commisséro. Tan-t'écrevain que clièr, dzein dè bantze et dè plionma Que fordzi ti l'ardzein sein marté né eincllionma. [...] Vo sarâi don, messieu, se vo pllié d'acutâ, Que ma fellie et stu cor sè son dza z'u amâ ; Et que no crayâ ti que sarâi on mariadzo Iô ne manquérâi pas pan, bûro nè fromâdzo : Mâ vaiquie qu'è fini, car por li, oreindrâi, Ma fellie n'ein vau rein, nè ein bllan nè ein nâi, Se l'a z'u ballî quoqué tracasséri, Por cein, n'a ne papâi, ne partzemin écri. Baste ! Enfin sè z'acchon einvè li son se nairè, Que n'ara pa l'honeu de m'appelâ biau-pâirè. Vo z'ein vé racontâ quoquiè échantillon, Per iô vo verrai bin cein qu'è stu compagnon. [...] | Diœ vos lo balyey' bon, monsior lo secrètèro, Asse-ben qu'a tués vos, mèssiors les comissèros. Tant ècrivens que cllèrcs, gens de banche et de pllomma, Que forgiéd tués l'argent sen martél ni encllomma. [...] Vos saréd donc, mèssiors, se vos pllét d'acutar, Que ma felye et çto côrp sè sont jâ z-yu amâs; Et que nos creyens tués que serêt un mariâjo Yô ne manquerêt pas pan, burro ni fromâjo: Mas vê-que qu'est feni, câr por lui, orendrêt, Ma felye n'en vâlt ren, ni en bllanc, ni en nêr. Se y at z-yu balyê quârques tracasseries, Por cen, n'at ni papiér, ni parchemin ècrit. Bâsta! enfin ses accions envers lyé sont si nêres, Que n'arat pas l'honœr de m'apelar biô-pére. Vos en vé racontar quârques èchantelyons, Per yô vos vèrréd ben cen qu'est çto compagnon. [...] | Dieu vous le donne bon, monsieur le secrétaire, Autan qu'à vous, messieurs les commissaires. Tant écrivains que clercs, gens de pupitres et de plume, Qui forgez tout l'argent sans marteau ni enclume. [...] Vous saurez donc, messieurs, s'il vous plaît d'écouter, Que ma fille et ce type se sont aimés ; Et que nous croyions tous que ce serait un mariage Où il ne manquerait ni pain, ni beurre ni fromage : Mais voici que c'est fini, car pour lui désormais, Ma fille n'en vaut plus rien, ni en blanc ni en noir, S'il nous a donné quelques tracasseries, Pour ça, il n'y a ni papier ni parchemin écrit. Assez ! Enfin ses actions envers elle sont si noires, Qu'il n'aura pas l'honneur de m'appeler beau-père. Je vais vous en raconter quelques échantillons Par lesquels vous verrez bien de quel genre est ce compagnon. [...] |

## Littérature
Bien que le patois vaudois ait été essentiellement une langue parlée, quelques auteurs ont écrit directement en vaudois, majoritairement depuis la seconde moitié du XIXe siècle et durant le XXe siècle. Ces auteurs appartenaient aux classes supérieures de la population. Il s'agissait d'instituteurs (régents), professeurs, médecins ou pasteurs (ministres), qui étaient tous originaire de la campagne vaudoise.

### Auteurs classiques et contemporains
Plusieurs auteurs vaudois ont écrit des textes littéraires en patois vaudois. Maurice Bossard, dans l'introduction de sa grammaire du patois vaudois, cite les auteurs suivants : Jules Cordey, alias Marc à Louis, Charles-César Dénéréaz, Louis Favrat, René Meylan, Louis Goumaz, Henri Nicolier et Constant Dumard.
L'Association vaudoise des amis du patois (AVAP) a publié plusieurs ouvrages d'auteurs et d'autrices contemporains, notamment de Marie-Louise Goumaz (Lè z'autro yâdzo, Lo pitit prinço) et Henri Kissling (Lise, la veneindzâosa).

### Gandoises
Beaucoup de ces textes sont des histoires courtes à visées comiques nommées gandoises ou des textes poétiques.
L'auteur le plus prolifique de gandoises est l'inspecteur scolaire Jules Cordey, aussi connu sous le pseudonyme de Marc à Louis. Publiées dans le Conteur vaudois, elles ont été collectées dans deux recueils : Po la veillâ et La veillâ à l'ottô.
Il existe un autre recueil de gandoises parues dans le Conteur Vaudois, publié à Lausanne par Payot en 1910 et intitulé Po recafâ (Pour rire).

### Traduction de la Bible
La Bible n'a été que partiellement traduite. En 1951, Louis Goumaz publie un recueil de paraboles et d'autres extraits bibliques intitulé Paraboles en patois vaudois. En 1999, le livre des Psaumes a été traduit directement depuis le texte originel en patois vaudois par Pierre Guex et publié sous le titre Lè Chômo de la Santa Biblya. L'Évangile selon Saint Matthieu existe aussi en patois (L'Èvandzîlo d'aprî Marc), traduit par Daniel Corbaz.

### Tintinen arpitan
L'association Aliance Culturèla Arpitana, fondée en 2004 à Lausanne, est à l'initiative de la publication, par les éditions Casterman, d'un album des Aventures de Tintin en arpitan. Dans cette traduction de L'Affaire Tournesol, le professeur Topolino et les figurants du canton de Vaud parlent en patois vaudois. Le professeur Tournesol a été rebaptisé « Pecârd » en hommage au savant vaudois Auguste Piccard qui servit de modèle à Hergé. L'afére Pecârd est paru en 2007.

#### Francoprovençal vaudois
- PatoisVaudois.ch, le portail du patois vaudois
- Arpitan.ch, documents en francoprovençal (vaudois inclus)
- Arpitania.eu, le portail des patois romands
- arpitania.eu, le site international du francoprovençal/arpitan
- https://www.lierenarpitan.com/, site consacré à la littérature en arpitan (vaudois inclus)

#### Français régional vaudois
- Topio.ch, le site web qui cause vaudois